# NGC 4878
NGC 4878 (другие обозначения — MCG -1-33-64, PGC 44747) — галактика в созвездии Девы.
Эта линзовидная галактика (морфологический тип SB(r)0+) имеет бар и внешнее кольцо. Профиль яркости диска галактики относят к типу II, то есть, профиль описывается экспоненциальной функцией с «изломом»: во внутренней части экспоненциальный масштаб диска больше, чем во внешней.
Этот объект входит в число перечисленных в оригинальной редакции «Нового общего каталога».